# باولو مارتينيلي
باولو مارتينيلي (بالإيطالية: Paolo Martinelli)‏ هو مجدف إيطالي، ولد في القرن العشرين.

## وصلات خارجية
- باولو مارتينيلي على موقع الاتحاد الدولي للتجديف (الإنجليزية)